# Delphinium hesperium
Delphinium hesperium är en ranunkelväxtart. Delphinium hesperium ingår i släktet storriddarsporrar, och familjen ranunkelväxter.

## Underarter
Arten delas in i följande underarter:
- D. h. cuyamacae
- D. h. hesperium
- D. h. pallescens